# Victoire Agbanrin-Elisha
Victoire Agbanrin-Elisha, de son nom complet Victoire Désirée Adétoro Agbanrin-Elisha, est une juriste béninoise et la première femme procureure du Bénin.

## Biographie

### Enfance et formations
Victoire Agbanrin-Elisha est née le 28 mars 1944 à Pobè. Elle obtient une licence de droit public à la faculté de droit de l'université de Poitiers en 1967.

### Carrière
Victoire Agbanrin-Elisha commence sa carrière en devenant juge au tribunal de première instance de Cotonou en 1970. Dans les années 1970 et 1980, elle occupe plusieurs fois le poste de conseiller à la Cour d'appel. De 1981 à 1986, elle est procureure de la République. En 1988, elle est nommée juge à la Cour suprême, mais prend sa retraite la même année. En 1989, elle exerce en tant qu'avocate à la Cour d'appel de Cotonou. En 2003, elle est présélectionnée pour le poste de procureure adjointe à la Cour pénale internationale (CPI). En 2009, le Bénin la désigne comme candidate au poste de juge à la CPI.